# 卢子贵
卢子贵（1932年—2019年5月3日），四川成都人，中国散文家，中国电视艺术家协会原副主席，原四川电视台台长，四川省广电厅厅长、党组书记